# WWE WrestleMania XIX (игра)
WWE WrestleMania XIX — компьютерная игра 2003 года для GameCube в жанре симулятора рестлинга, разработанная Yuke’s, и изданная THQ. Игра оснонована на рестлинг-промоушне World Wrestling Entertainment (WWE).
В отличие от предыдущей игры и других современных игр WWE, в WrestleMania XIX нет обычного сюжетного/карьерного режима, в котором игроки управляют конкретным рестлером в серии матчей. Вместо этого в игре есть «Режим мести» — режим, основанный на миссиях, в котором игроки пытаются достичь определенных целей в различных местах за пределами ринга. Большая часть фоновой музыки из игры также использовалась в игре для Xbox WWE Raw 2 и игре для PlayStation 2 WWE SmackDown! Here Comes the Pain.

## Режим мести
В «Режиме мести» игроки могут выбрать любую суперзвезду из ростера (кроме Стефани Макмэн и Винса Макмэна) или созданную суперзвезду. История начинается с того, что игрока вытаскивают из арены охранники и буквально вышвыривают на улицу. Позже игрок сталкивается со Стефани Макмэн. Стефани замечает, что игрок хочет отомстить Винсу Макмэну за свое увольнение, и игрок вместе со Стефани разрабатывает план по срыву главного турнира Винса — WrestleMania. Для этого игрок отправляется в различные места и должен сражаться с рабочими и рестлерами, нанятыми в качестве охраны — как настоящими, так и созданными, которые генерируются и разблокируются случайным образом.
После того как игрок выполнит задания в периметре локации, он сразится с Винсом в матче на WrestleMania XIX. Если игрок побеждает, Стефани появляется, чтобы поздравить игрока, но тут же сожалеет о сделке, получает «Гарпун» от Голдберга и как бы исчезает в деньгах.

## Отзывы
| Сводный рейтинг       | Сводный рейтинг |
| Агрегатор             | Оценка          |
| --------------------- | --------------- |
| GameRankings          | 77,55 %         |
| Metacritic            | 76/100          |
| Иноязычные издания    |                 |
| Издание               | Оценка          |
| EGM                   | 7,17/10         |
| Game Informer         | 7,75/10         |
| GamePro               | [ 5 ]           |
| GameSpot              | 7,5/10          |
| GameSpy               | [ 7 ]           |
| GameZone              | 7,8/10          |
| IGN                   | 8/10            |
| Nintendo Power        | 4/5             |
| Nintendo World Report | 8/10            |
| X-Play                | [ 12 ]          |

WWE WrestleMania XIX получила положительные отзывы на сайте Metacritic.